# Carl Moeli

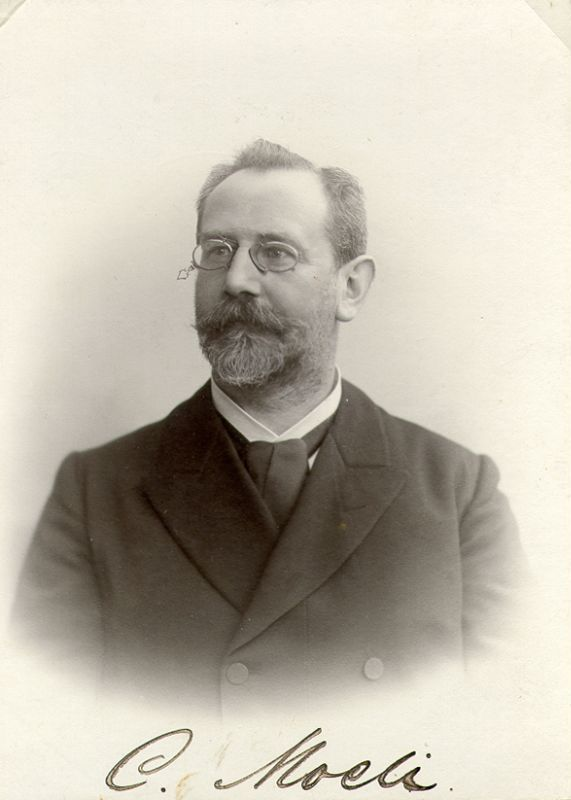
Carl Moeli

Carl Franz Moeli (ur. 10 maja 1849 w Cassel, zm. 4 listopada 1919 w Berlinie) – niemiecki lekarz psychiatra. 

## Życiorys
Studiował na Uniwersytecie w Marburgu, Würzburgu i Lipsku. Następnie pracował jako asystent w klinikach internistycznych w Rostocku i Monachium. Od 1880 roku pracował w berlińskim szpitalu Charité, habilitował się z psychiatrii w 1883 roku, w 1892 roku został profesorem nadzwyczajnym. W tym samym roku został dyrektorem II. miejskiego zakładu dla psychicznie chorych w Berlinie-Lichtenbergu, przy Herzbergstrasse. Był honorowym członkiem Royal College of Psychiatrists. Zmarł 4 listopada 1919.
W 1881 roku, niezależnie od Johna Erica Erischsena, opisał poważne zaburzenia psychiatryczne u osób, które uległy stosunkowo niewielkim urazom wskutek wypadków kolejowych; Moeli uznał, że traumatyczne przeżycia były jedyną przyczyną choroby u tych pacjentów. Artykuł Moeliego był przypuszczalnie pierwszym opisem jednostki chorobowej, dziś rozpoznawanej (według klasyfikacji DSM-IV) jako zespół stresu pourazowego.

## Wybrane prace
- Alcoholismus, psychische Störung; atrophische Lähmung der Extensoren am Oberschenkel. Charité-Ann. 1881
- Eine Bemerkung zur Säufer-Epilepsie. Neurologisches Centralblatt, 1885
- Ueber irre Verbrecher. I. Krankengeschichten. II. Ueber den Zusammenhang von Geistesstörung und Verbrechen. III. Ueber Feststellung des Geisteszustandes. IV. Die Simulation von Geisteskrankheit. V. Die Behandlung und Unterbringung irrer Verbrecher. Berlin, 1888
- Zur Erinnerung an Carl Westphal. Rede. Berlin, 1890
- Behandlung der Vergiftungen mit Weingeist. W: Handbuch der gesamten Therapie. Jena : G. Fischer, 1894
- Ueber psychische Schwäche in ihren verschiedenen Formen. Preuss. Med.-Beamten-Ver. Off. Ber. 11, ss. 136-148, 1894
- Weitere Mittheilungen über die Pupillen-Reaction. Berliner klinische Wochenschrift 34, ss. 373; 401, 1897
- Demonstration des automatischen Excenter; Rotationsmikrotoms Herzberge (Kaplan, Krefft, G. Meyer). Allgemeine Zeitschrift für Psychiatrie, 1900
- Ueber die vorübergehenden Zustände abnormen Bewustseins in Folge von Alkoholvergiftung und über deren forensische Bedeutung. Allgemeine Zeitschrift für Psychiatrie, 1900